# Fljottjärnen (Älvdalens socken, Dalarna, 680650-137330)
Fljottjärnen är en sjö i Älvdalens kommun i Dalarna och ingår i Dalälvens huvudavrinningsområde. Sjön har en area på 0,0661 kvadratkilometer och ligger 490,2 meter över havet.

## Delavrinningsområde
Fljottjärnen ingår i det delavrinningsområde (680575-137143) som SMHI kallar för Utloppet av Van. Medelhöjden är 473 meter över havet och ytan är 26,55 kvadratkilometer. Räknas de 4 avrinningsområdena uppströms in blir den ackumulerade arean 80,73 kvadratkilometer. Vanån som avvattnar avrinningsområdet har biflödesordning 3, vilket innebär att vattnet flödar genom totalt 3 vattendrag innan det når havet efter 438 kilometer. Avrinningsområdet består mestadels av skog (48 procent) och sankmarker (22 procent). Avrinningsområdet har 2,68 kvadratkilometer vattenytor vilket ger det en sjöprocent på 10,1 procent.